# Cheyenne Cameron
Cheyenne Cameron es una deportista australiana que compitió en taekwondo. Ganó una medalla de bronce en el Campeonato de Oceanía de Taekwondo de 2012, en la categoría de –67 kg.

## Palmarés internacional
| Campeonato de Oceanía | Campeonato de Oceanía  | Campeonato de Oceanía | Campeonato de Oceanía |
| Año                   | Lugar                  | Medalla               | Categoría             |
| --------------------- | ---------------------- | --------------------- | --------------------- |
| 2012                  | Gold Coast (Australia) | Medalla de bronce     | –67 kg                |